# Hammerschmiede Inzersdorf

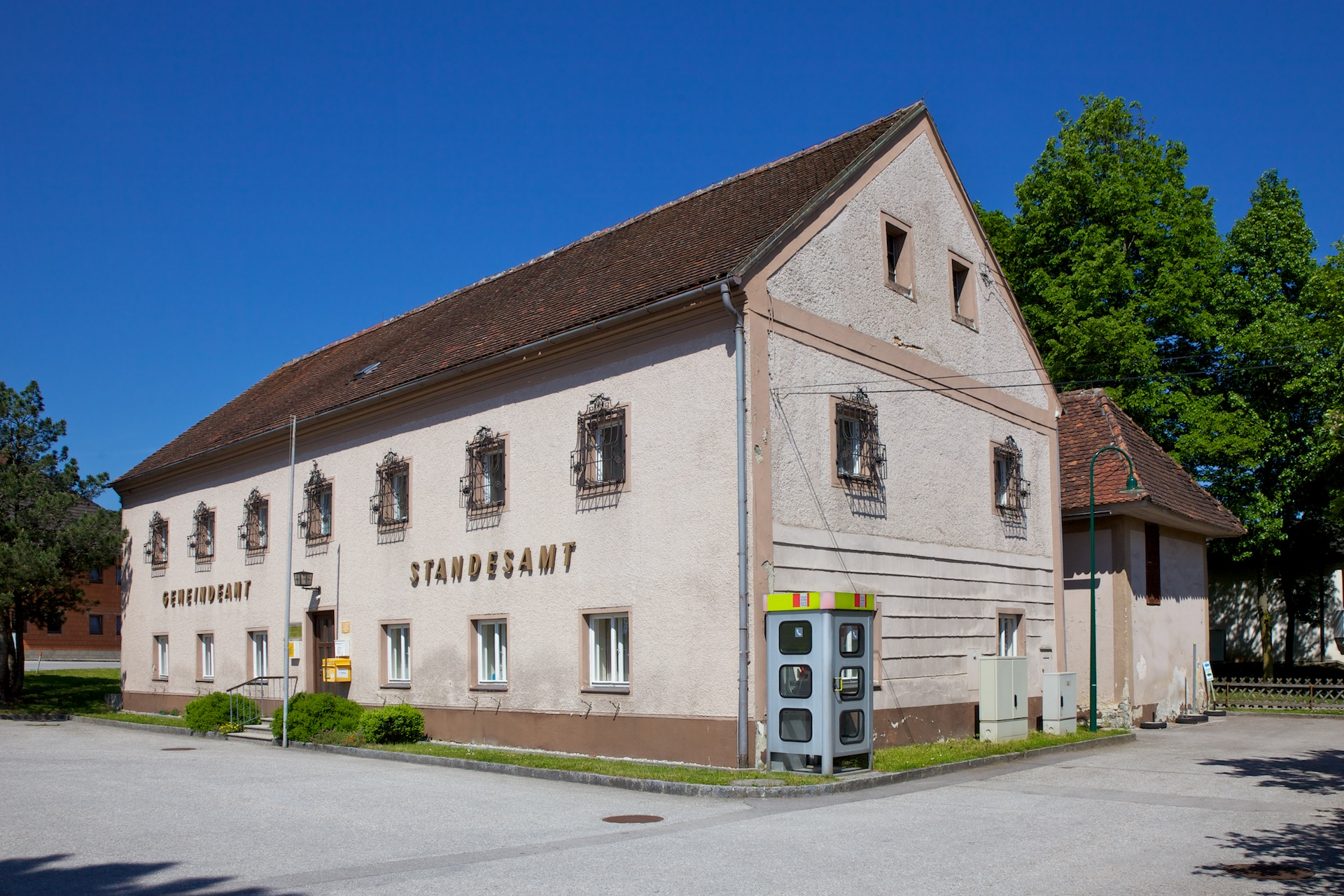
Herrenhaus der Hammerschmiede Inzersdorf

Die ehemalige Hammerschmiede Inzersdorf war ein teilweise erhaltenes Industriedenkmal in Inzersdorf im Kremstal im Bezirk Kirchdorf. Sie war ab 1836 einer der Industriebetriebe des Sensenfabrikanten Caspar Zeitlinger und gehörte später zur Sensenschmiede Blumau. Das Herrenhaus der Hammerschmiede stand bis 2018 unter Denkmalschutz. Das Herrenhaus der Hammerschmiede Inzersdorf wurde im Jahr 2020 abgerissen.

## Lage
Die Hammerschmiede lag im Ortszentrum von Inzersdorf zwischen der Hauptstraße und dem Inslingbach, der allerdings heute in diesem Bereich unterirdisch geführt wird. 

## Geschichte
Die Gründung der Schmiede steht möglicherweise mit dem benachbarten Schloss Inzersdorf in Zusammenhang.
Die ältesten erhaltenen Wirtschaftsbriefe stammen aus dem Jahr 1794. Das heutige Erscheinungsbild des Herrenhauses geht auf einen Umbau unter dem Hackenschmied Joseph Schleifer Anfang des 19. Jahrhunderts zurück. 1816 starb seine Frau Eva Maria Schleiferin im 58. Lebensjahr, 1822 folgte ihr Joseph Schleifer im 59. Lebensjahr. Unter den Nachfolgern Ignaz und Theresia Schleifer kam es 1836 zur exekutiven Versteigerung, der Besitz wurde auf 9591 Gulden geschätzt.

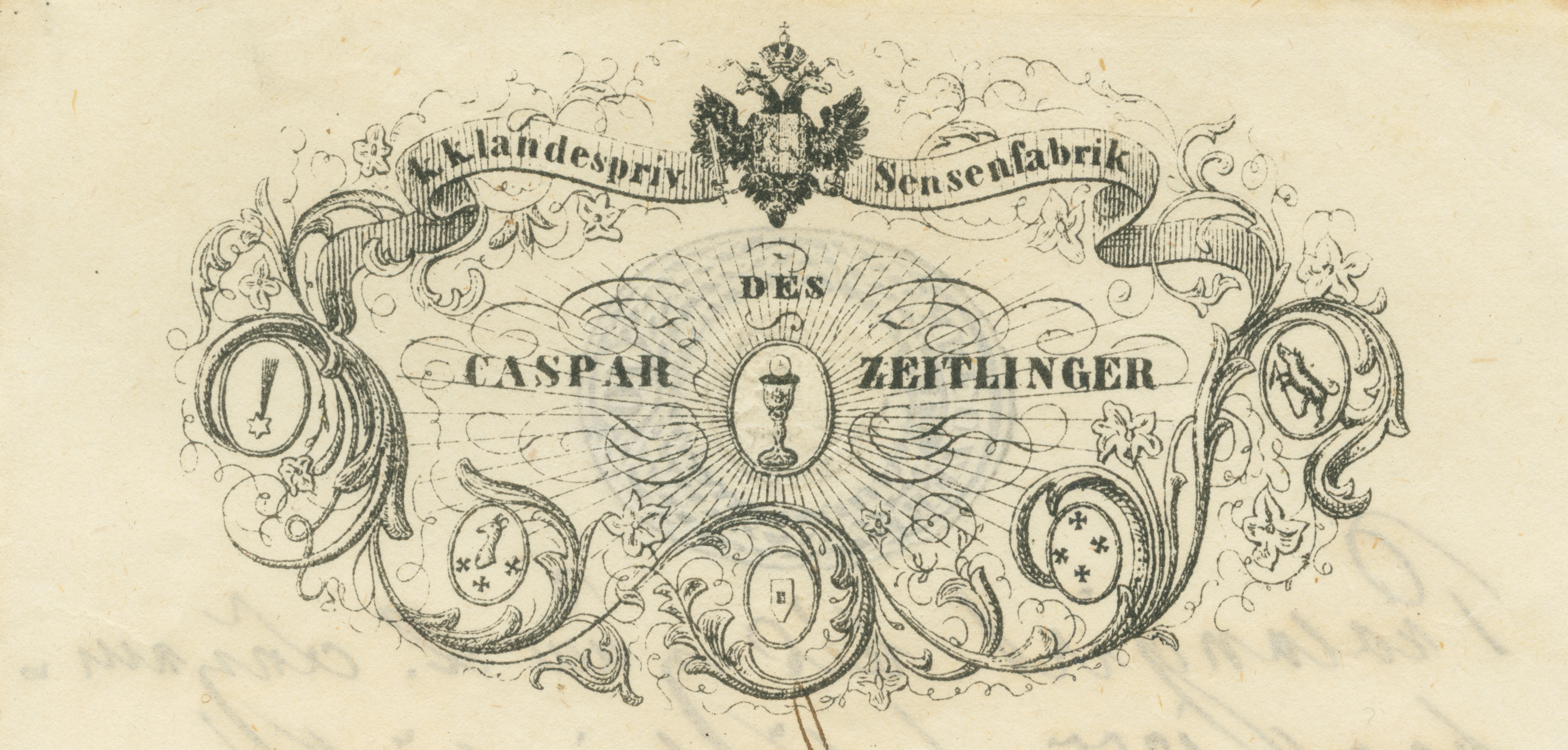
Drucksorte der Sensenfabrik des Caspar Zeitlinger mit den Markenzeichen der einzelnen Werke – der Hammer steht für die Hammerschmiede Inzersdorf

1836 übernahm der Micheldorfer Sensenfabrikant Caspar Zeitlinger die Hammerschmiede und führte sie fortan als eines seiner Werke.
1852 scheint bereits Caspar Zeitlingers Bruder Michael Zeitlinger als Besitzer auf.

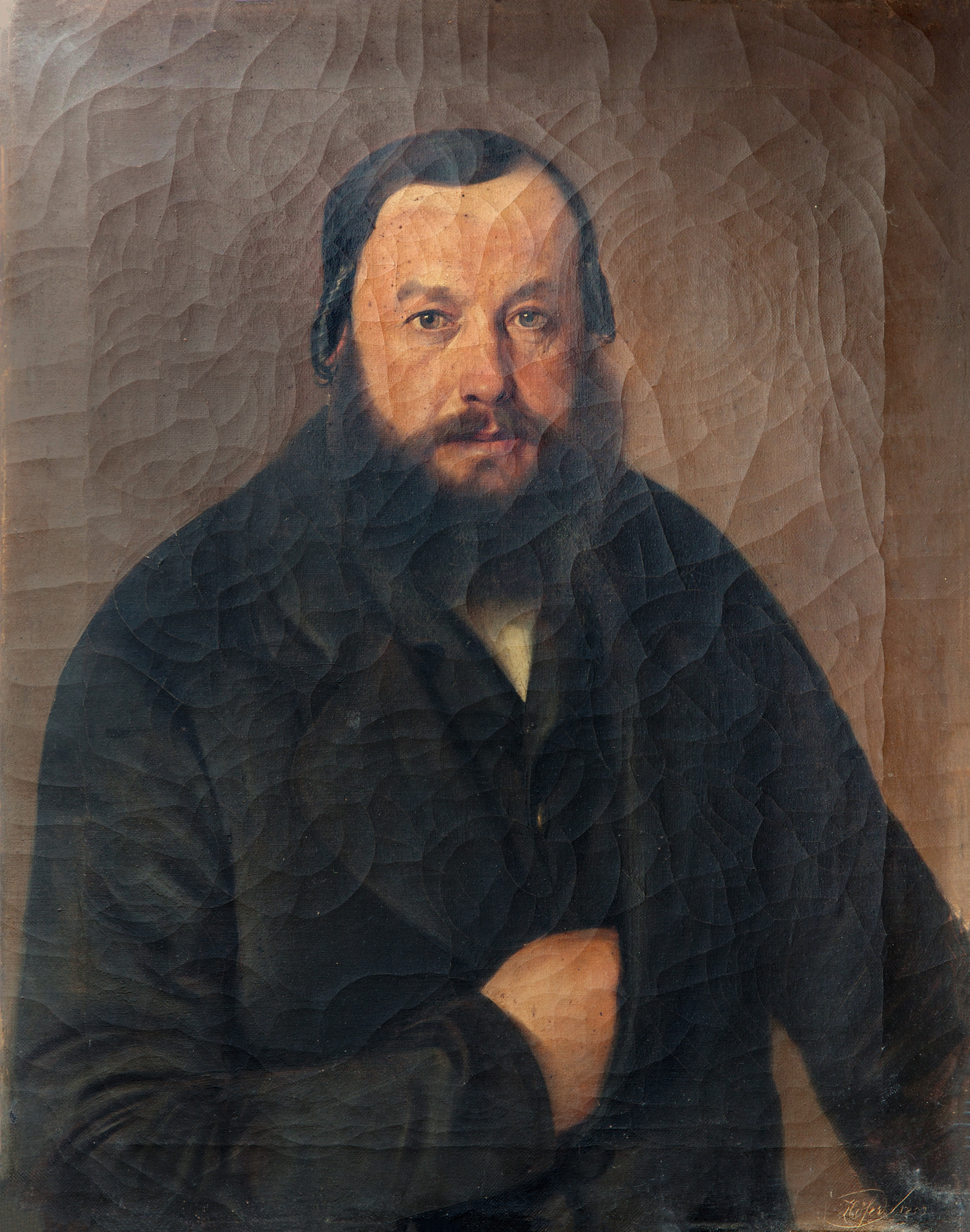
Michael Zeitlinger, 1830–1902 (Höfer, 1853)

Am 1. Jänner 1855 übernahm dessen gleichnamiger Sohn Michael Zeitlinger (1830–1902) die Hammerschmiede um 5000 Gulden. Seine ersten drei Söhne wurden im Herrenhaus der Hammerschmiede geboren: Adam Zeitlinger (1853–1934) wurde später Sensengewerke, Vizebürgermeister und Ehrenbürger in Waidhofen an der Ybbs. Michael Zeitlinger (1854–1902) wurde ebenfalls Sensengewerke in Waidhofen. Franz Zeitlinger (1855–1941) wurde Prokurist der Firma Wertheim & Schmölzer und Leiter des Sensenwerks Wasserleith sowie Bürgermeister und Ehrenbürger von St. Marein bei Knittelfeld.
Ein jüngerer Sohn Heinrich Zeitlinger wanderte nach Amsterdam aus und gründete dort den wissenschaftlichen Verlag Swets & Zeitlinger. Am 15. April 1856 übergab Michael Zeitlinger die Hammerschmiede wieder an seine Eltern in der Blumau, er hatte bereits im Jahr zuvor das Schloss Lauterbach von seinen Schwiegereltern übernommen. 1867 kaufte er die Salmutter’sche Sensenschmiede in Kindberg, kehrte jedoch 1876 abermals nach Inzersdorf zurück.
Bereits 1860 hatte Michaels Bruder Caspar Zeitlinger das Sensenwerk Blumau und somit auch die Hammerschmiede Inzersdorf von seinen Eltern übernommen und firmierte fortan als Mich. Zeitlinger’s Sohn, Blumau. 1886 enden die Aufzeichnungen in den Geschäftsbüchern.
1902 verstarb Michael Zeitlinger im Herrenhaus der Hammerschmiede.
Das Herrenhaus wurde bis 2017 als Gemeindeamt und Standesamt genutzt und war bis 2018 das einzige unter Denkmalschutz stehende historische Gebäude in Inzersdorf.

## Bedeutung

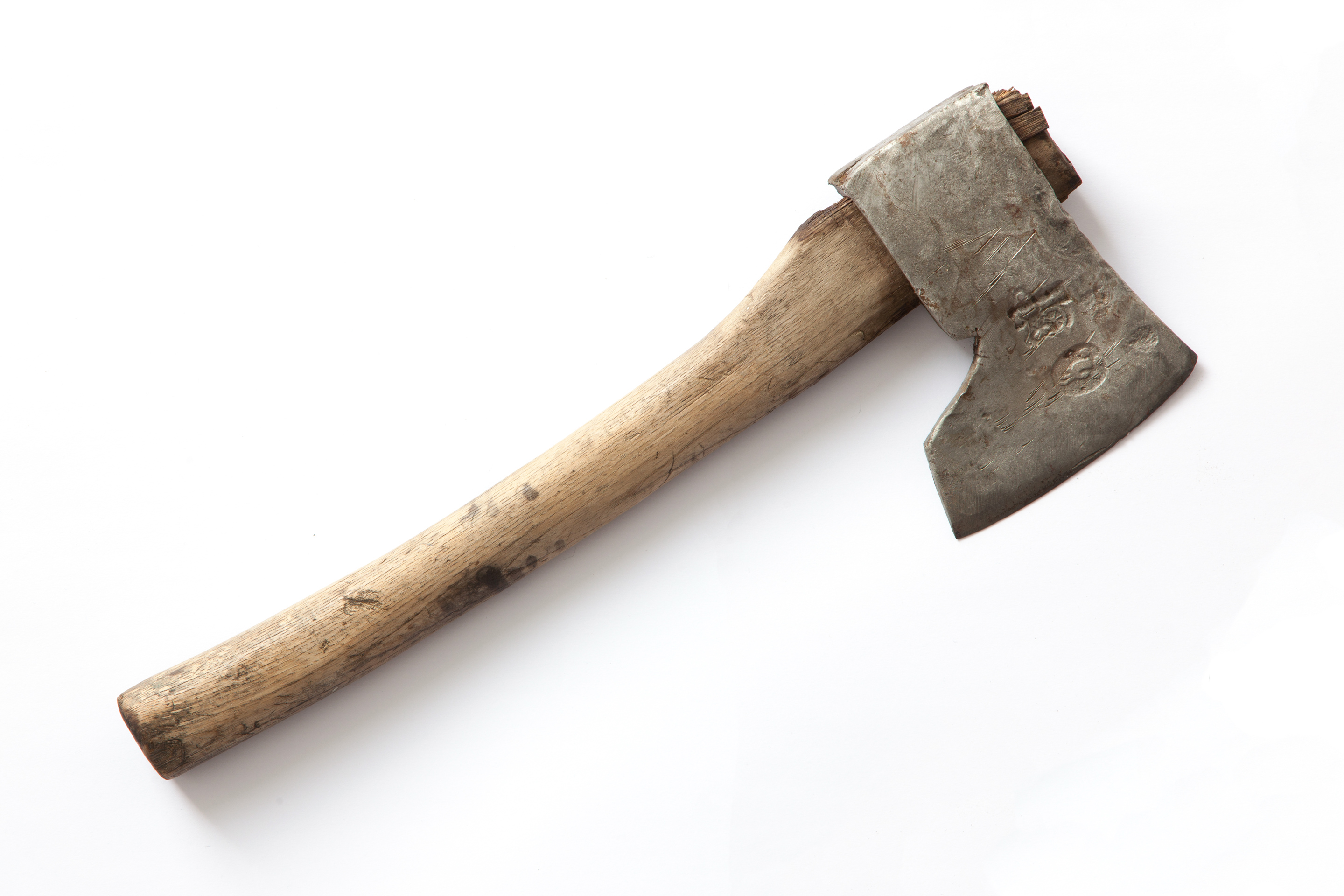
Hacke mit dem Zeichen Kanone; Hammerschmiede Inzersdorf, 2. Hälfte 19. Jahrhundert

Laut einem Industrialausweis von 1852 produzierte die Hammer-, Huf u. Hackenschmiede Inzersdorf auf zwei Hämmern aus 450 Zentnern Roheisen und 400 Muth Holzkohle 380 Zentner Hammerzeug, Schaufeln und Pflüge im Wert von 6000 Gulden, beschäftigte vier Arbeiter und zahlte 1500 Gulden Löhne. Absatzgebiet war die nähere Umgebung bis Linz und Steyr, es wurde vorwiegend für den inländischen Bedarf produziert. Die Erzeugnisse wurden mit dem Zeichen „Kanone“ des Sensenwerks Blumau gemärkt.
Zum Vergleich: Das Sensenwerk Blumau produzierte im selben Jahr auf drei Hämmern aus 800 Zentnern Rohstahl und 800–900 Muth Holzkohle 500–600 Zentner (42.000 Stück) Sensen im Wert von 21.000 Gulden, wobei 26 Arbeiter beschäftigt waren und 6000 Gulden Löhne erhielten. Hauptabsatzmärkte der Blumauer Sensen waren damals Brody, Frankfurt am Main und Genf.

## Bauwerke
Das Ensemble der Hammerschmiede bestand ursprünglich aus mehreren Gebäuden.

### Herrenhaus

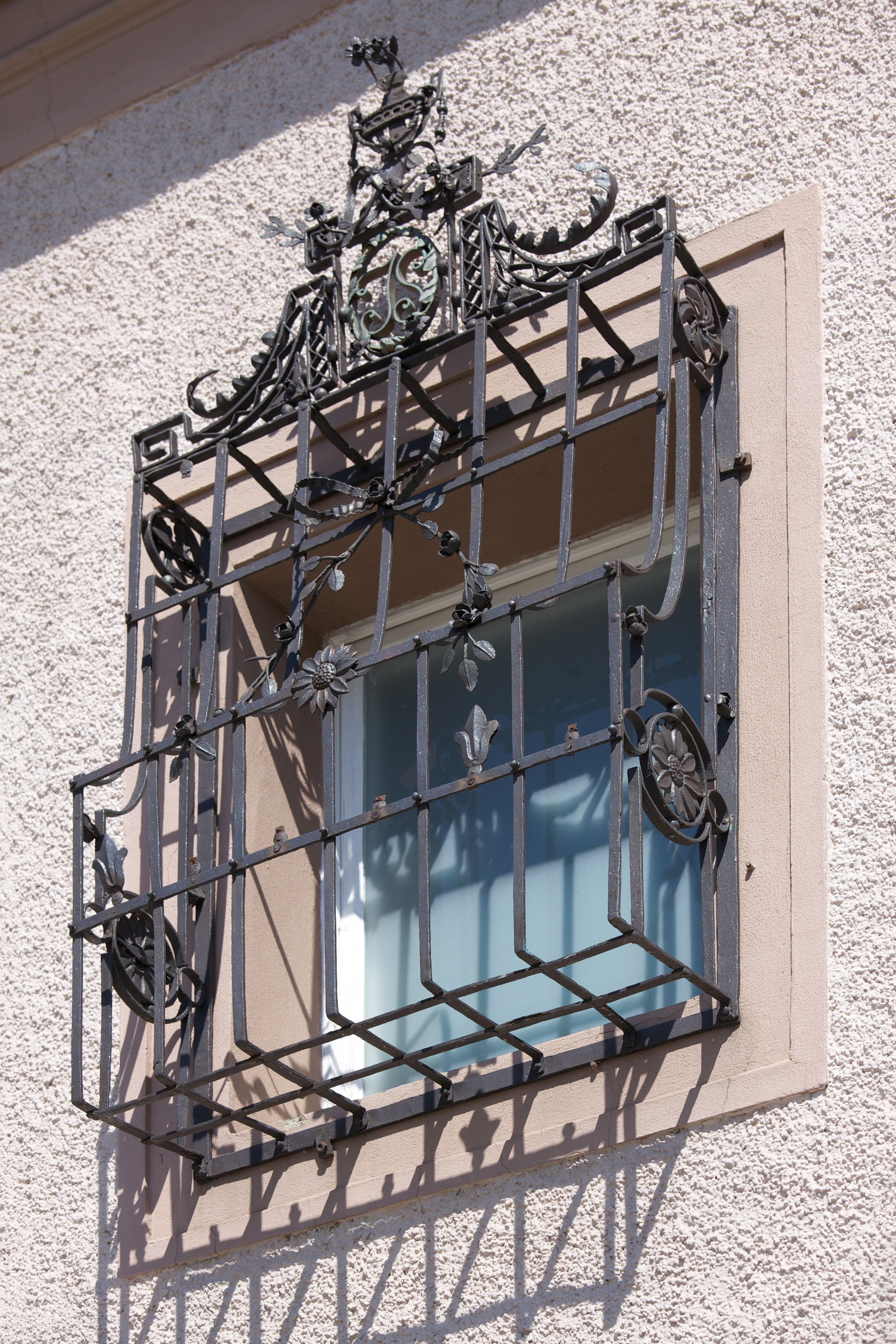
Schmiedeeiserner Fensterkorb am Herrenhaus

Das repräsentativ gestaltete Herrenhaus ist ein frei stehender, zweigeschoßiger Längsbau mit rechteckigem Grundriss. Sein Satteldach ist mit Biberschwanzziegeln gedeckt. Sämtliche Fenster des Obergeschoßes tragen bemerkenswerte schmiedeeiserne Fensterkörbe in klassizistischen Formen. 
Das gesamte Gebäude ist streng symmetrisch aufgebaut und weist auf den Längsseiten je sieben Fensterachsen sowie auf den Giebelseiten je zwei Fensterachsen auf. Die über den beiden Haustüren in der Mittelachse der Längsseiten liegenden Fensterkörbe sind aufwändiger ornamentiert und tragen die Initialen „JS“. Verschiedene Umbauten des 20. Jahrhunderts haben das Erscheinungsbild des Gebäudes verändert: Die Südseite wurde glatt verputzt, Nord- und Westseite mit Eternitplatten verkleidet. Einen Eindruck der ursprünglichen, biedermeierklassizistischen Fassadengestaltung mit gefächerter Nutung im Erdgeschoß und Lisenengliederung im Obergeschoß vermittelt am ehesten noch die östliche Giebelseite.
Nachdem der Denkmalschutz 2018 aufgehoben wurde, plant die Gemeinde, das Herrenhaus abzureißen und durch einen Neubau zu ersetzen.

### Nebengebäude
Nördlich des Herrenhauses liegt ein kleines Nebengebäude mit biberschwanzgedecktem Walmdach. Das Gebäude wurde als Stall benutzt.

### Schmiede
Die Schmiede lag nördlich von Herrenhaus und Nebengebäude und wurde über den benachbarten Schlossteich mit dem Wasser des Inslingbaches betrieben. Das Gebäude wurde in der ersten Hälfte des 20. Jahrhunderts abgerissen.

### Schmiedstadel
Östlich der Schmiede lag der sogenannte „Schmiedstadel“. 1926–1927 wurde er kurz nach dem Bau der Volksschule zu einer Schulkapelle umgebaut, die bis zur Weihe der neuen Filialkirche 1975 als Kirche von Inzersdorf diente. Der Schmiedstadel wurde 1975 abgerissen.